# İqor Ponomaryov
İqor Ponomaryov, ros. Игорь Анатольевич Пономарёв, Igor Anatoljewicz Ponomariow (ur. 24 lutego 1960 w Baku, Azerbejdżańska SRR) – azerski piłkarz, grający na pozycji pomocnika, reprezentant ZSRR, trener piłkarski. Posiada również obywatelstwo szwedzkie.

## Kariera piłkarska

### Kariera klubowa
Wychowanek Szkoły Piłkarskiej w Baku. Pierwszy trener Vaqif Ahundov. W 1978 rozpoczął karierę piłkarską w miejscowym klubie Neftçi PFK. W 1982 pełnił służbę wojskową w CSKA Moskwa. W następnym roku powrócił do Neftçi Baku. W 1989 wyjechał do Szwecji, gdzie przez pół roku bronił barw IFK Norrköping, po czym zakończył karierę piłkarską.

### Kariera reprezentacyjna
4 grudnia 1980 debiutował w reprezentacji ZSRR w towarzyskim meczu z Argentyną (1:1).
W 1988 występował w olimpijskiej reprezentacji ZSRR. Grał na Igrzyskach Olimpijskich 1988 w Seulu, gdzie zdobył złoty medal.

## Kariera trenerska
Po zakończeniu kariery piłkarskiej pozostał nadal w Szwecji, tak jak Azerbejdżan był uwikłany w konflikcie o Górski Karabach. W Szwecji rozpoczął pracę trenerską, pomagając trenować kluby IFK Norrköping i Reymersholms IK. W latach 2000–2001 prowadził reprezentację Azerbejdżanu. W 2002 objął stanowisko głównego trenera szwedzkiego klubu Syrianska FC. W sezonie 2004/05 trenował azerski Qarabağ Azersun Ağdam. Potem prowadził rosyjski Maszuk-KMW Piatigorsk oraz azerski Xəzər Lenkoran.

## Sukcesy i odznaczenia

### Sukcesy klubowe
- mistrz Szwecji: 1989

### Sukcesy reprezentacyjne
- złoty medalista Igrzysk Olimpijskich: 1988
- mistrz Europy U-19: 1978
- wicemistrz Młodzieżowych Mistrzostw Świata: 1979

### Sukcesy indywidualne
- rekordzista Mistrzostw ZSRR w serii realizowanych karnych: 24 goli[3] (ogółem realizował 31 z 34)

### Odznaczenia
- tytuł Mistrza Sportu ZSRR
- tytuł Zasłużonego Mistrza Sportu ZSRR: 1989